# Frank Ammerlaan
Frank Ammerlaan (1979, Sassenheim) is een Nederlandse kunstenaar die woont en werkt in Berlijn.

## Biografie
Ammerlaan studeerde in 2007 af als autonoom kunstenaar aan de Gerrit Rietveld Academie in Amsterdam. Vijf jaar later studeerde hij af van de schilderkunst afdeling aan het Royal College of Art in Londen met schilderijen, sculpturen en fotografie. Zijn afstudeertentoonstelling was zo’n succes dat hij ‘The Land Securities Studio Award’ won. Verder won Ammerlaan in 2012 de Koninklijke Prijs voor Vrije Schilderkunst.
Ammerlaan is, samen met Thijs Rhijnsburger, medeoprichter van de tentoonstellingsruimtes Horse Move Project Space 2004 en De Service Garage 2007, beide in Amsterdam. De Service Garage is tegenwoordig een expositieruimte met zeven kunstenaars-studiootjes die wordt gerund door Benjamin Roth en Daniel Hofstede.

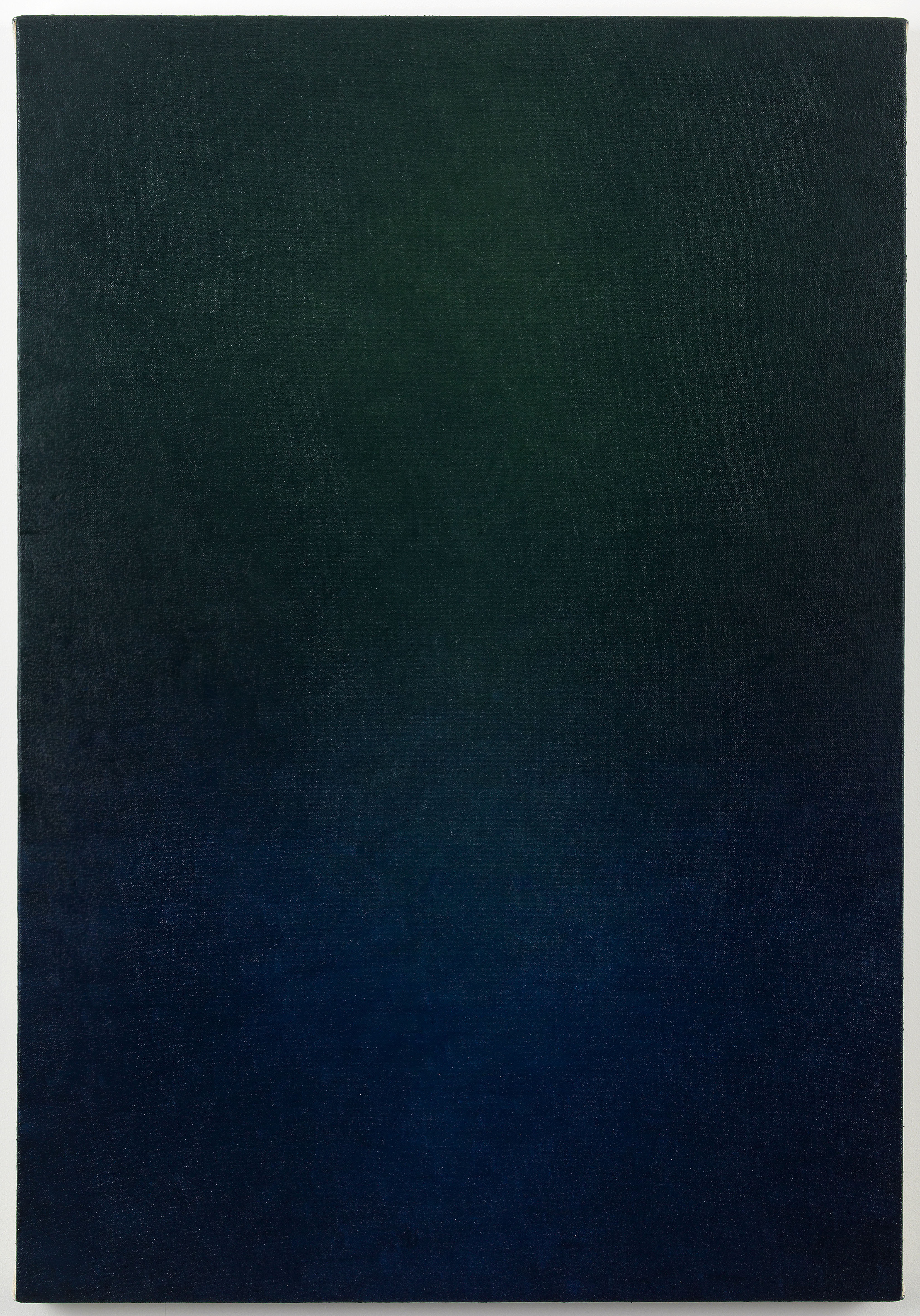
Frank Ammerlaan, 2012, Untitled, Oil on canvas, 81,5 x 56 cm
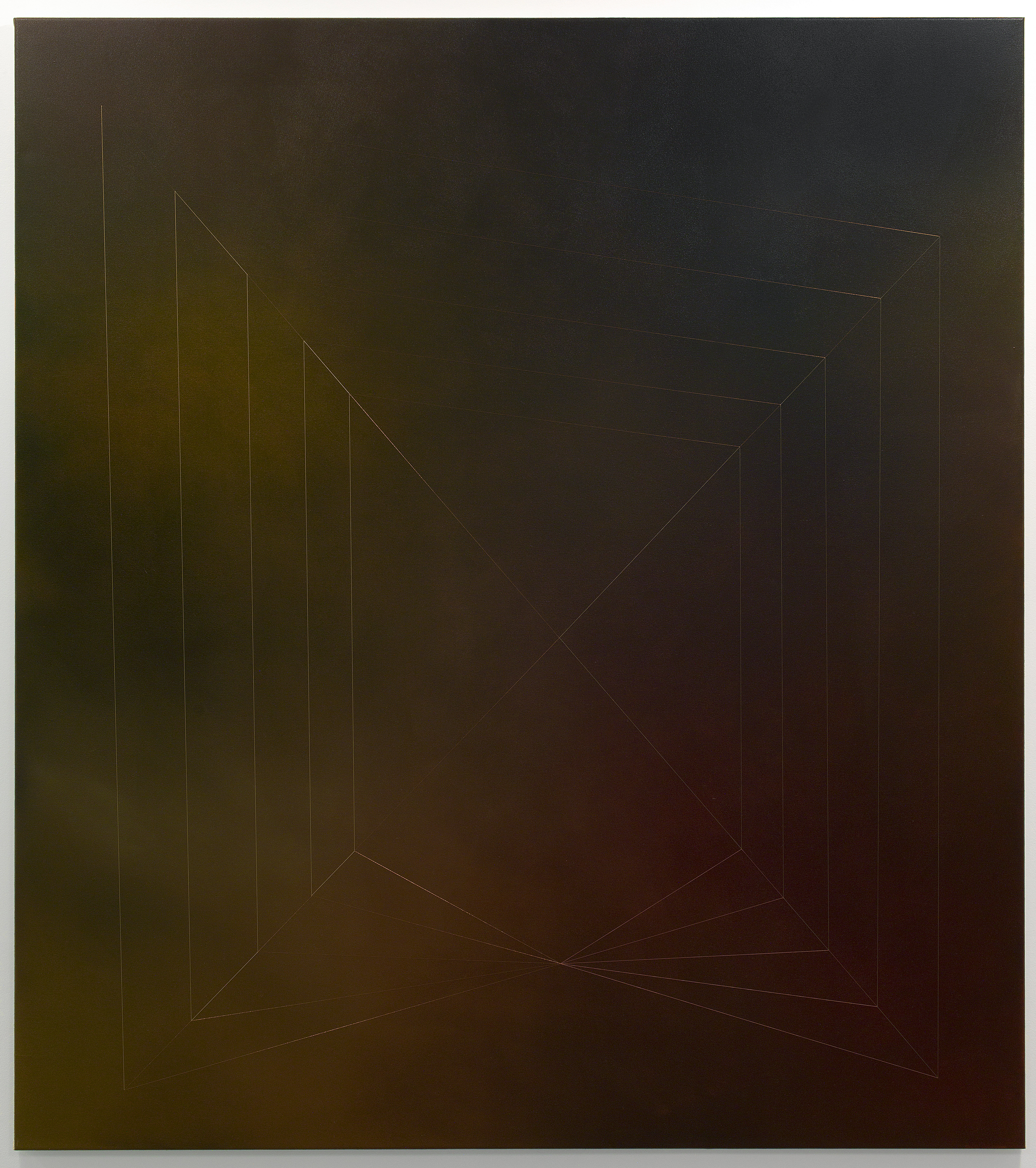
Frank Ammerlaan, 2012, Untitled, Oil and thread on canvas, 180 x 160 cm

## Prijzen en stipendia
- 2010 Nominatie Koninklijke prijs voor de Schilderkunst
- 2010 Fonds BKVB Studiebeurs buitenland (tot 2012)
- 2010 Hendrik Muller Fonds
- 2009 Nominatie Koninklijke prijs voor de Schilderkunst
- 2009 Startstipendium Fonds BKVB
- 2009 Stichting Niemeijer Fonds
- 2007 Gerrit Rietveld Academie prijs voor de schilderkunst
- 2012 Land Securities Studio Award, Royal College of Art, degree show
- 2012 Koningklijke Prijs voor vrije Schilderkunst
- 2013 De Scheffer Award
- 2018 Wolvecampprijs (nomination)

## Tentoonstellingen (selectie)
2020
- Matter shift, Simões de Assis Galeria de Arte, São Paulo, Brazil
- Iron Mountain, Simões de Assis Galeria de Arte, Curitiba, Brazil(solo)

2019
- Iron Mountain, SIM Gallery, Sao Paulo, Brazil (solo)
- Art Brussels (solo)
- Trouble in Paradise, Kunsthal Rotterdam
- Out of Office, Kunstschatten uit bedrijven, Singer Laren

2018
- Nominated for the Wolvecampprijs (solo), national prize for painting
- EXTENSION.NL | MODEL FOR CONSENSUS, Triumph Gallery, Moscow, Russia
- Avesso Viés, SIM Gallery, Sao Paulo, Brazil
- Shelter, Museum Catharijneconvent, Utrecht
- De Meest Eigentijdse Schilderijen Tentoonstelling, Dordrechts Museum
- Another Dimension, NEST, The Hague

2017
- Bienal de Curitiba, Oscar Niemeyer Museum, Brazil
- Jubilee exhibition Dordrechts Museum, De Scheffer Award, NL
- Particles of Dust, Upstream Gallery, Amsterdam (solo)
- Drawing Biennial, Drawing Room, London

2016
- MOONLESS, Bosse & Baum Gallery, London (solo)
- Sparkling like the surface of the ocean at night, Garage, Rotterdam
- Snipers Choir, SNAP Lion, France by PS Project Space
- Akzo Nobel Art Foundation, Amsterdam

2015
- Outside the wireframe, SIM Gallery, Brazil (solo)
- From a painter’s perspective, Arti et Amicitiae, Amsterdam Transformer, Upstream Gallery, Amsterdam
- Desire of the Other, Annka Kultys Gallery, London
- BFA Boatos Gallery, Sao Paulo, Brazil
- Open Studio PIVO, Sao Paulo
- RESET I, Priska Pasquer Gallery, Cologne
- The extended arms of the Transom, David Risley Gallery, CPH (solo)
- Drawing Biennial, Drawing Room, London
- Faith by Proxy, Upstream Gallery, Amsterdam (solo)
- Absence, Looking for Hammershøi, David Risley gallery, Copenhagen

2014
- IDFA, International Documentary Film Festival Amsterdam
- ABC, Berlin (solo)
- Alchemy, Nest, The Hague, NL
- KUMU Museum, Tallinn, Estonia
- Reforming Intervals, Laure Genillard, Hanway Place, London (solo)
- Projections, Art Rotterdam
- Academy Now, Bologna, Italy

2013
- The Armory Show, solo Upstream Gallery in New York, Verenigde Staten
- Dordrechts Museum, NL, (solo)
- Love Illumination, Upstream Gallery, Amsterdam
- ‘Collectors’ Items # 5 – Studio System’ , The Dutch Embassy, London
- ArtInternational, Istanbul
- Open Cube, White Cube Gallery, Mason's Yard, London
- Fondazione MACC Museo d'Arte Conteporanea, (Solo) Calasetta, Italy
- Every bird brings a different melody to the garden, Harrington Way, London, UK
- Concrete Fragments, Morgan Concrete, London, UK
- They died with their boots on, Teksas, Denmark by PS Project Shape The Armory Show (solo), New York, Upstream Gallery,
- A+B, 2 P. show with Nathan Barlex, 4 windmill Street gallery, London, UK

2012
- Painting without Paint, Groupshow David Risley Gallery
- Day's End, Soloshow Upstream Gallery Amsterdam
- Koninklijke Prijs voor de Schilderkunst '12, Koninklijk Paleis Amsterdam
- Nature/structure, Upstream Gallery op de Dutch Design Week Eindhoven
- PS, Co/Lab Los Angeles, Verenigde Staten
- Stereopsis, The Drawing Room, Tannery Arts Londen (met en gecureerd door Frank Ammerlaan e.a), Groot-Brittannië
- Land of the Seven Moles, PS Projectspace Amsterdam
- Graduation show, Royal College Of Art, Londen, Groot-Brittannië
- Mapping the Horizon, Upstream Gallery Amsterdam

2011
- Royal Prize of Painting '11, Koninklijk Paleis Amsterdam
- New Space, B&N Gallery, Londen, Groot-Brittannië
- Unlit, Solo show, PS, Amsterdam
- Zomeratelier 2011, CBK Zeeland
- Interim Show, Royal College of Art, Londen, Groot-Brittannië
- Life is Elsewhere, The Crypt Gallery, St Pancreas Church, Londen, Groot-Brittannië
- Pep, Post-Museum, Singapore

2010
- Koninklijke Prijs voor de Schilderkunst ’10, Koninklijk Paleis Amsterdam
- Und#6, Schwartz gallery, Londen, Groot-Brittannië
- Derivation, Skånes konstförening Malmö, Zweden
- Art Blossom, Brug 9, Amsterdam
- Magnitude, Alpineum produzentengalerie, Luzern, Zwitserland
- Amsterdam-Berlin, Forgotten bar, Berlijn, Duitsland
- Marsupial, Supermarket art fair, Kulturhuset Stockholm, Zweden

2009
- Let’s take it outside, ter ere van het tweejarige bestaan van De Service Garage, Amsterdam
- Koninklijke Prijs voor de Schilderkunst ’09, Koninklijk Paleis Amsterdam
- Quantum Vis V, RC De Ruimte & De Service Garage
- UND#5, Nice, Frankrijk
- .NL, DREI, Raum für Gegenwartskunst, Keulen, Duitsland
- Power to the paint, Arti & Amicitiae, Amsterdam

2008
- Koud, De Service Garage Amsterdam
- Three is a nice couple, De Veemvloer Amsterdam
- Uit De Tijd, De service Garage Amsterdam
- 1141, Magnetic field, Galerie Gist Brummen
- Re-understandings, Kunstvlaai 7, De Service Garage Amsterdam
- Frank Ammerlaan & Michael Agacki, Horse Move Project Space Amsterdam
- Clup-ivoor, Art Rotterdam

2007
- De Service Garage Amsterdam
- Jong Talent, Artolive '07, zuiveringshal westergas Amsterdam
- Eindexamententoonstelling, Gerrit Rietveld Academie Amsterdam
- Clup-Ivoor, PAKT Amsterdam
- De Belofte, PAKT Amsterdam